# テスコ (チェーンストア)

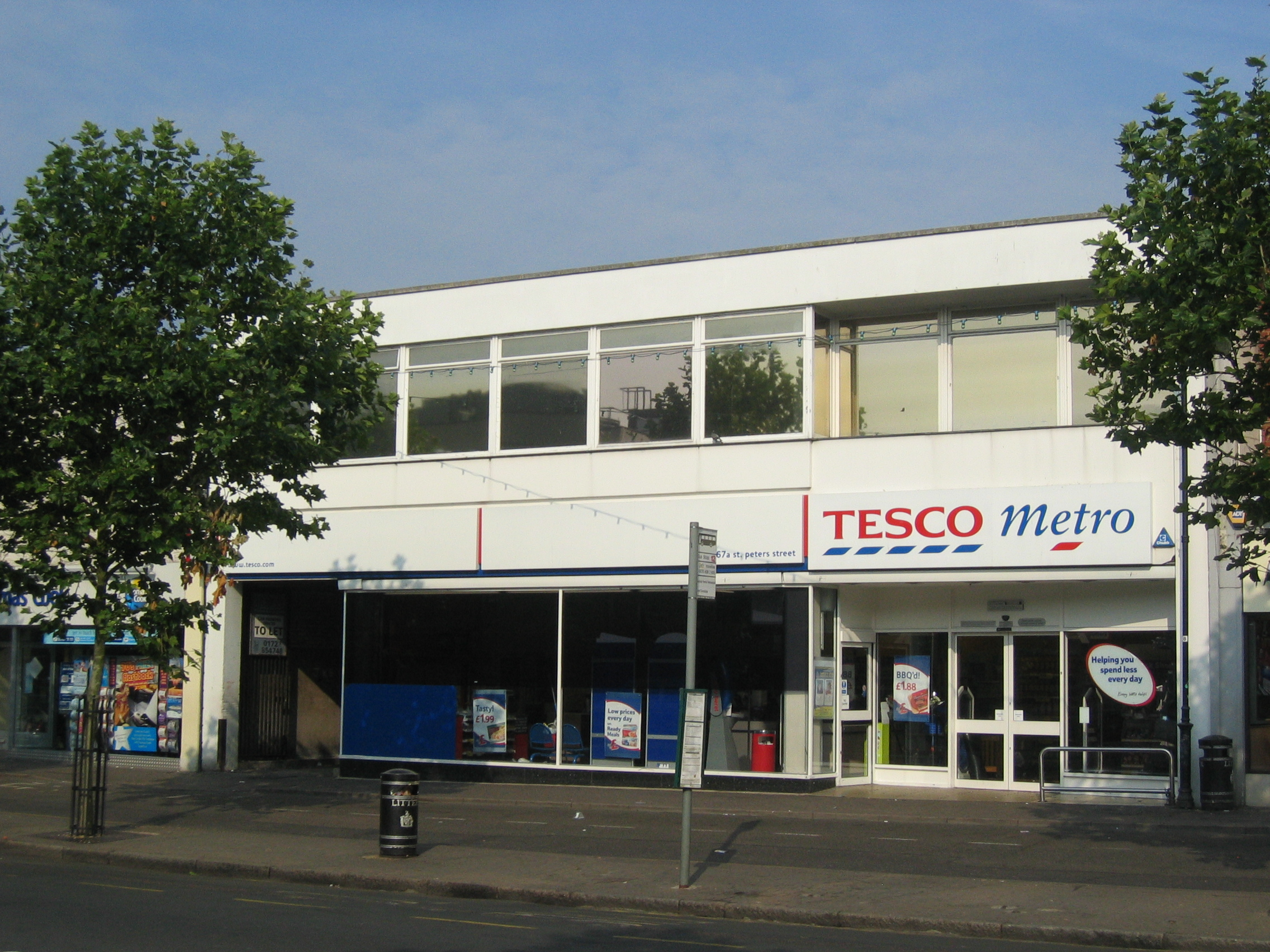
セントオールバンズにあるセルフ式の第1号店。1947年に開店した

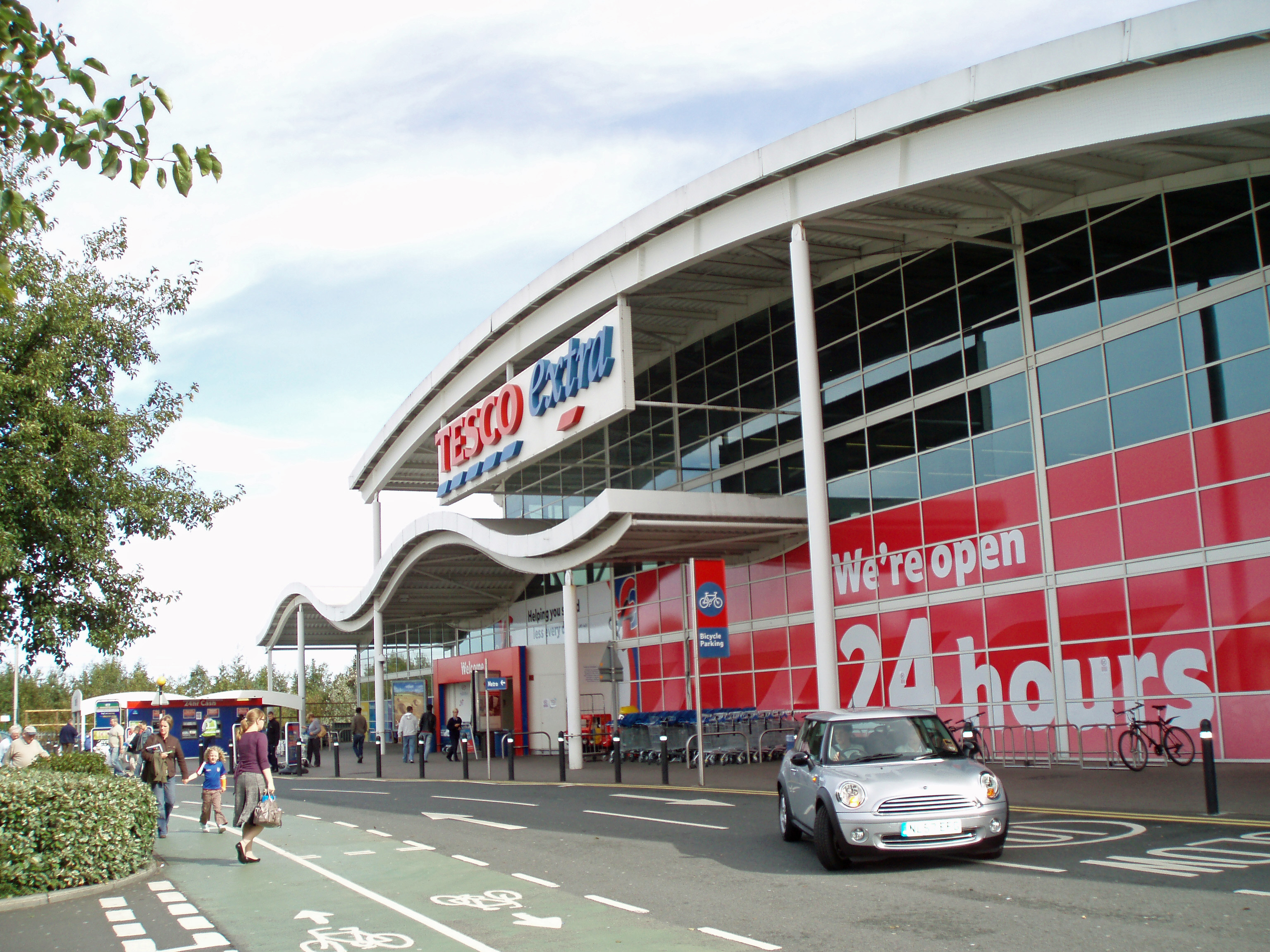
ニューカッスルにある旗艦店。イギリス最大の面積を誇る

テスコ (Tesco) は、イギリスのウェリン・ガーデン・シティに本社を置く、多国籍小売企業である。金融、電気通信、ガソリンスタンド、通信販売などにも手を広げている。FTSE100種総合株価指数組入銘柄の一つ。スローガンは「Every little helps」。
5大世界流通大手の一つであり、イギリス、アイルランド、チェコ、ハンガリー、スロバキア、スペイン、ポルトガル、インド、パキスタン、ジブラルタルの11カ国・地域でハイパーマーケット、スーパーマーケット、コンビニエンスストアなどを展開している。売上高では、アズダ(ASDA)、セインズベリーを引き離してイギリス国内最大手であり、国内の食料品流通の28%を占めている。

## 世界展開
2006年度末時点の国別の店舗数などは下表の通り。日本市場へは後述の通り2003年に参入し2013年に撤退している。タイへはアジア通貨危機を契機に参入した。当初はCPグループとの合弁事業だったが、その後CPグループがテスコのタイ事業を買収しタイから撤退。大韓民国ではサムスングループと共同で「ホームプラス」として運営していたが、後にサムスン側が完全売却し完全にテスコ傘下となり、数年後MBKパートナーズに売却し韓国からも実質的に撤退。フランスではイギリス人の日帰り旅行者向けの酒屋がカレーにある。
| 国             | 店舗数  | 総面積      | 参入年 |
| イギリス       | 1,988店 | 2,581,310m² | 1919年 |
| タイ           | 370店   | 698,166m²   | 1998年 |
| ポーランド     | 280店   | 606,935m²   | 1995年 |
| 日本           | 109店   | 29,078m²    | 2003年 |
| ハンガリー     | 101店   | 448,164m²   | 1994年 |
| アイルランド   | 95店    | 205,780m²   | 1997年 |
| チェコ         | 84店    | 381,459m²   | 1996年 |
| 韓国           | 270店   | 473,340m²   | 1999年 |
| スロバキア     | 48店    | 225,475m²   | 1996年 |
| 中国           | 47店    | 392,422m²   | 2004年 |
| トルコ         | 30店    | 102,936m²   | 2003年 |
| マレーシア     | 19店    | 174,750m²   | 2002年 |
| アメリカ合衆国 | 6店     | 60,000sq ft | 2007年 |
| フランス       | 1店     | 16,000sq ft | 1992年 |

## 日本での展開
2003年に既存企業のシートゥーネットワークを買収し、テスコジャパンに社名変更して日本へ進出。そのため日本独自の「つるかめ」ブランドの小型店舗が多数あった。
しかし業績不振により、2011年8月31日に日本からの撤退が発表され、2012年6月18日にイオンがテスコジャパンの株式の過半を1円で取得する予定であることを発表した。2013年1月1日付けで株式の50%をイオンが取得し、3月には商号の「テスコジャパン」が「イオンエブリ」に変更。同年までに「テスコ」ブランドの店舗は消滅した。

## フォーマット
- テスコ・エキストラ（Tesco Extra）
- テスコ・スーパーストア（Tesco Superstore）
- テスコ・エクスプレス（Tesco Express）
- テスコ・メトロ（Tesco Metro）
- テスコ・ホームプラス（Tesco Homeplus）
- テスコ・ホームプラスエクスプレス（Tesco HomeplusExpress）
- ワンストップ（One Stop）
- テスコ・ロータス（タイの旧テスコ傘下のスーパーマーケット）
- ホームプラス（홈플러스）

## ブランド
- テスコバリュー（Tesco Value）
- テスコブランド（Tesco Brand）
- テスコファイネスト（Tesco Finest）
- ヘルシーリビング（Healthy Living）
- オーガニック（Organic）
- テスコキッズ（Tesco Kids）
- ベストオブブリティッシュ（Best Of British）
- ワールドフーズ（World Foods）
- テスコホールフーズ（Tesco Wholefoods）
- テスコベーカリー（Tesco Bakery）